# Лобенштайн, Аксель
Аксель Лобенштайн (нем. Axel Lobenstein; род. 19 мая 1965, Апольда, Эрфурт) — немецкий дзюдоист, чемпион и призёр чемпионатов ГДР, Германии и Европы, призёр чемпионата мира, участник летних Олимпийских игр 1992 года в Барселоне.

## Карьера
Выступал в средней (до 86 кг) и полутяжёлой (до 95 кг) весовых категориях. В 1988—1996 годах дважды становился чемпионом ГДР, трижды — чемпионом Германии, дважды — серебряным и один раз — бронзовым призёром внутренних чемпионатов. Многократный победитель и призёр международных турниров. На Олимпиаде в Барселоне занял пятое место.